# Casa de Cultura Mario Quintana
A Casa de Cultura Mario Quintana (CCMQ), originalmente Hotel Majestic, é um prédio histórico brasileiro e um centro cultural da cidade de Porto Alegre, um dos maiores e melhor aparelhados do Brasil.
O Hotel Majestic teve seu auge nas décadas de 1930, 1940 e 1950. Durante esse período teve como hóspedes grandes nomes da política, como os ex-presidentes Getúlio Vargas e João "Jango" Goulart, e do mundo artístico, como Vicente Celestino, Virginia Lane e Francisco Alves. A Casa foi nomeada em homenagem a um dos maiores poetas brasileiros, Mário Quintana, nascido na cidade gaúcha de Alegrete mas que adotou Porto Alegre como sua cidade de coração. O escritor viveu no hotel entre 1968 e 1980, no apartamento 217.

## Arquitetura
Horácio Carvalho, proprietário dos terrenos, empresário no ramo de importação e exportação de açúcar contratou o arquiteto teuto-brasileiro Theodor Wiederspahn, para projetar e construir o primeiro grande edifício de Porto Alegre no qual se utilizou concreto armado. Concebido para ocupar os dois lados da Travessa Araújo Ribeiro, possui dois blocos interligados por grandes passarelas embasadas por arcadas e contendo terraços, sacadas e colunas. O projeto do hotel de luxo, mandado construir pelo empresário Horácio de Carvalho, foi considerado muito ousado na época, pois a ideia das passarelas suspensas sobre a via pública era inédita então.
As obras tiveram início em 1916 e, em 1918, foi concluída a primeira parte do edifício. Em 1926 foi projetada a parte leste. Ao final da obra, em 1933, o Majestic possuía sete pavimentos na ala leste e cinco na parte oeste. O desenho do prédio mistura habilmente estilos históricos, dando uma impressão de grandiosidade.
Com o tombamento em 1990, o antigo Hotel Majestic foi adaptado para tornar-se o grande centro cultural que é hoje, com locais muito agradáveis para confraternização. Os arquitetos responsáveis pela transformação interna foram Flávio Kiefer e Joel Gorski.

## Espaços culturais
O prédio, pertencente ao Estado do Rio Grande do Sul, já abrigou temporariamente diversos órgãos da Secretaria da Cultura, incluindo o gabinete do Secretário e o Museu de Arte do Rio Grande do Sul (enquanto a sua sede esteve em reformas entre 1996 e 1998), e hoje acomoda uma ampla variedade de espaços culturais, tais como a Biblioteca Lucília Minssen, a Biblioteca Érico Veríssimo, parte do Museu de Arte Contemporânea do Rio Grande do Sul, os Acervos Elis Regina e Mário Quintana, a Discoteca Pública Natho Henn, as Galerias Xico Stockinger e Sotero Cosme, os teatros Bruno Kiefer e Carlos Carvalho, além de três salas de cinema, cafés, bombonière, livraria e inúmeras salas com destinações específicas e outras tantas de uso múltiplo.
Em 2002, instalou-se no terraço do quinto andar da CCMQ o Jardim José Lutzenberger, em homenagem ao ambientalista falecido naquele ano. O jardim reúne espécies de plantas dos banhados, dos desertos, das pradarias e dos trópicos. Os vasos e as banheiras do antigo hotel Majestic, antes inutilizados, ganharam serventia para fazer do espaço um jardim.

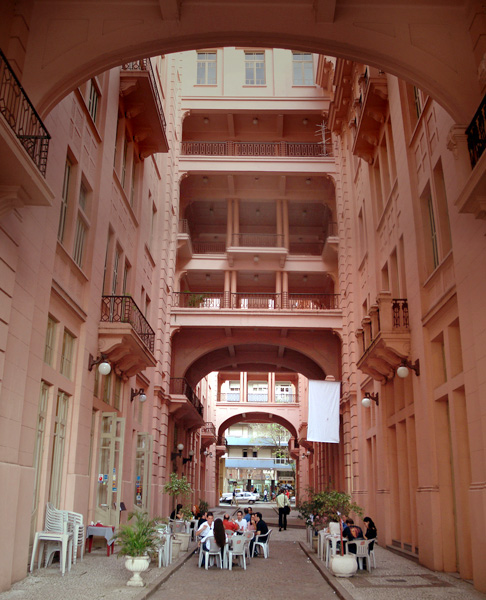
A Travessa Araújo Ribeiro
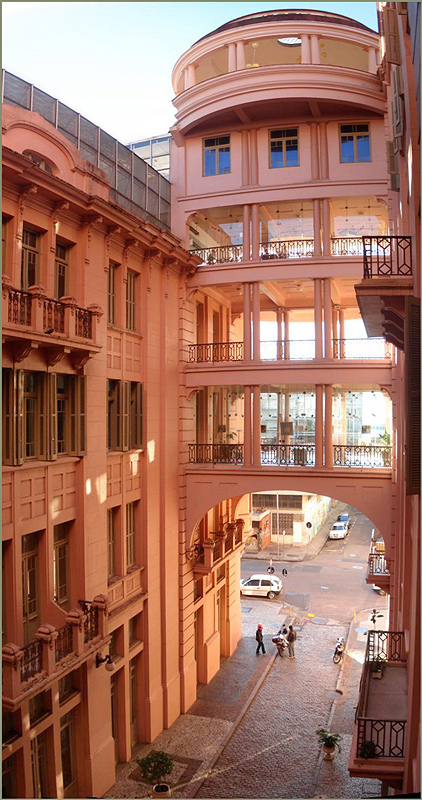
Vista de uma passarela
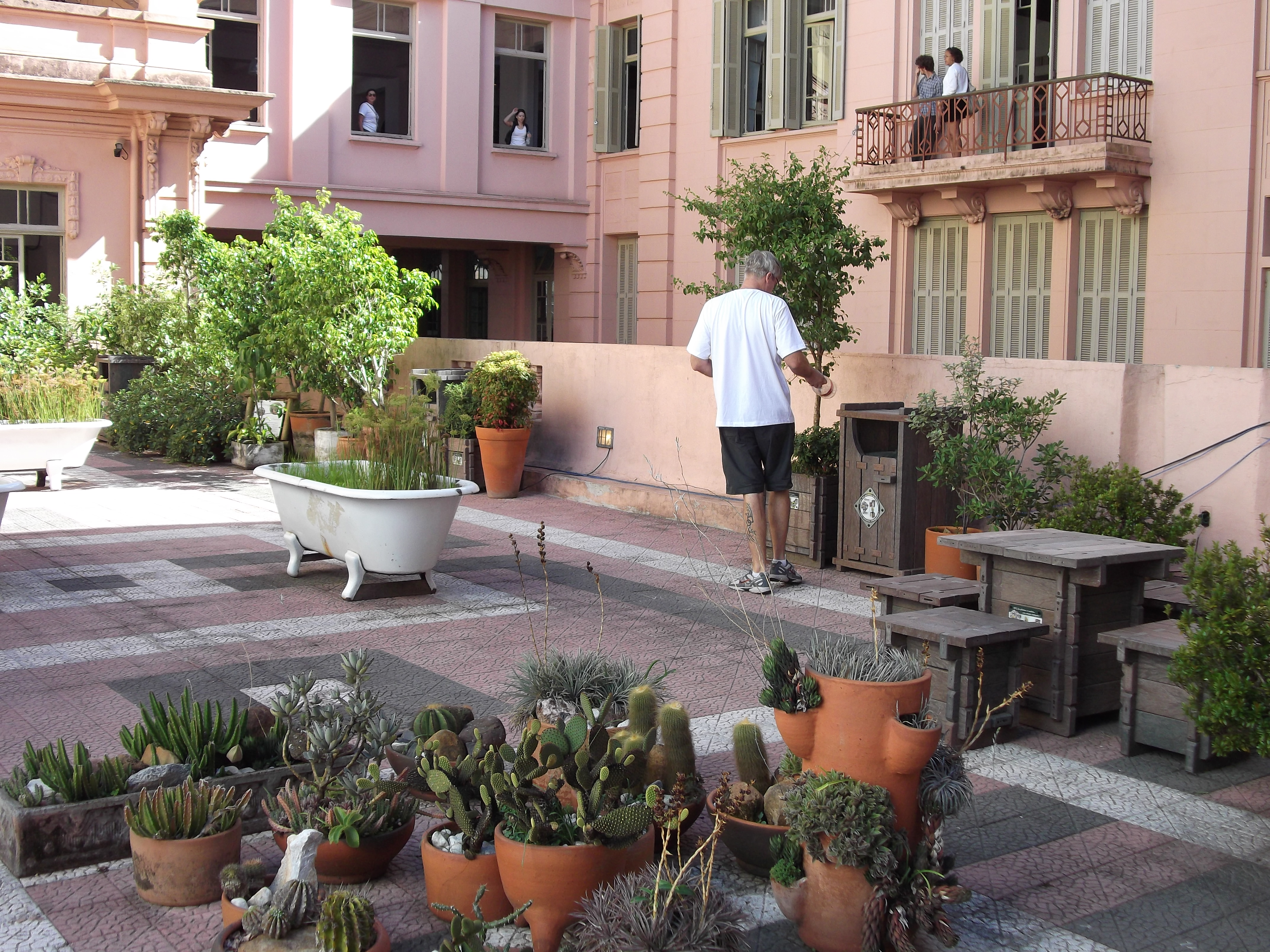
O Jardim José Lutzenberger, no 5.° andar
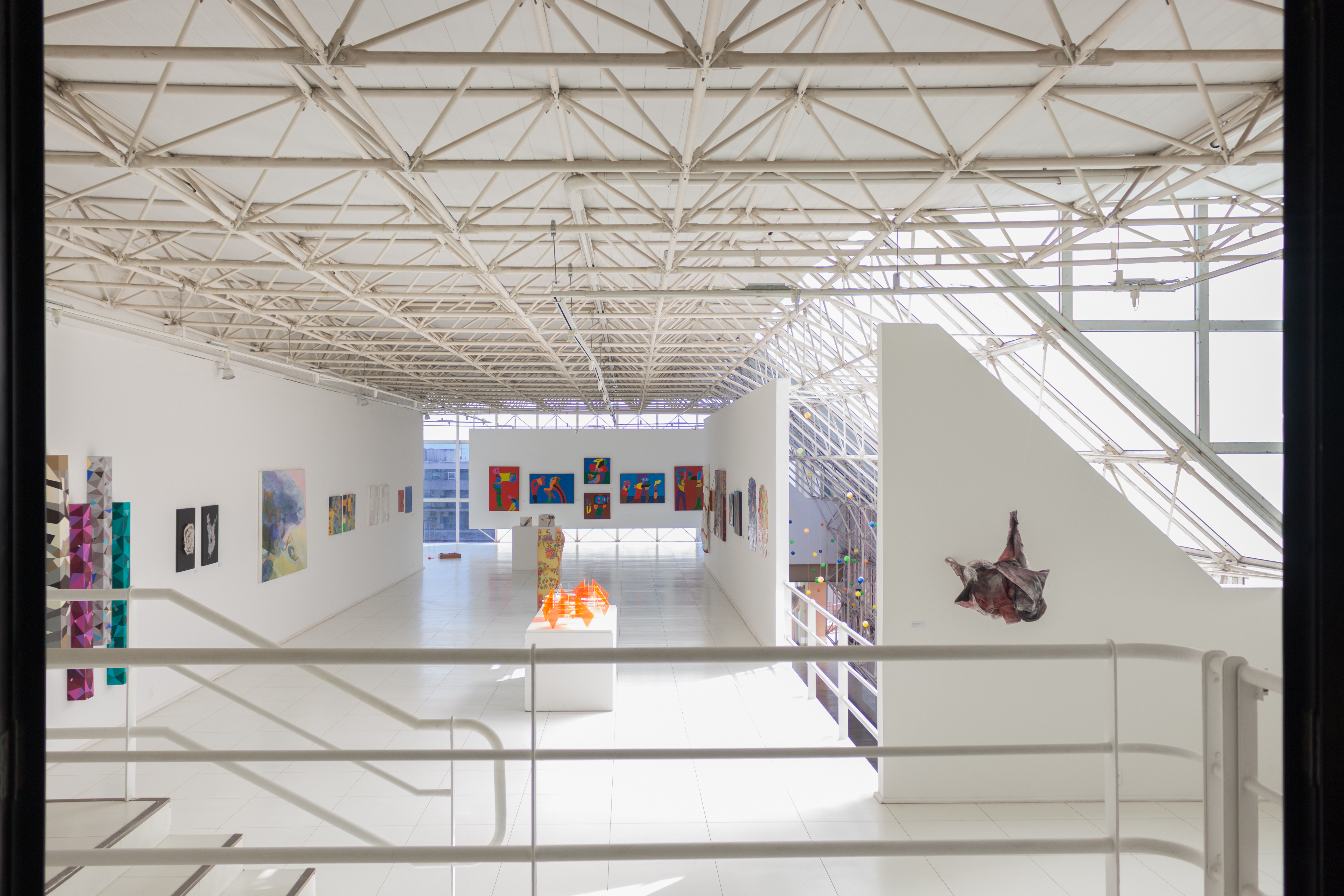
Galeria
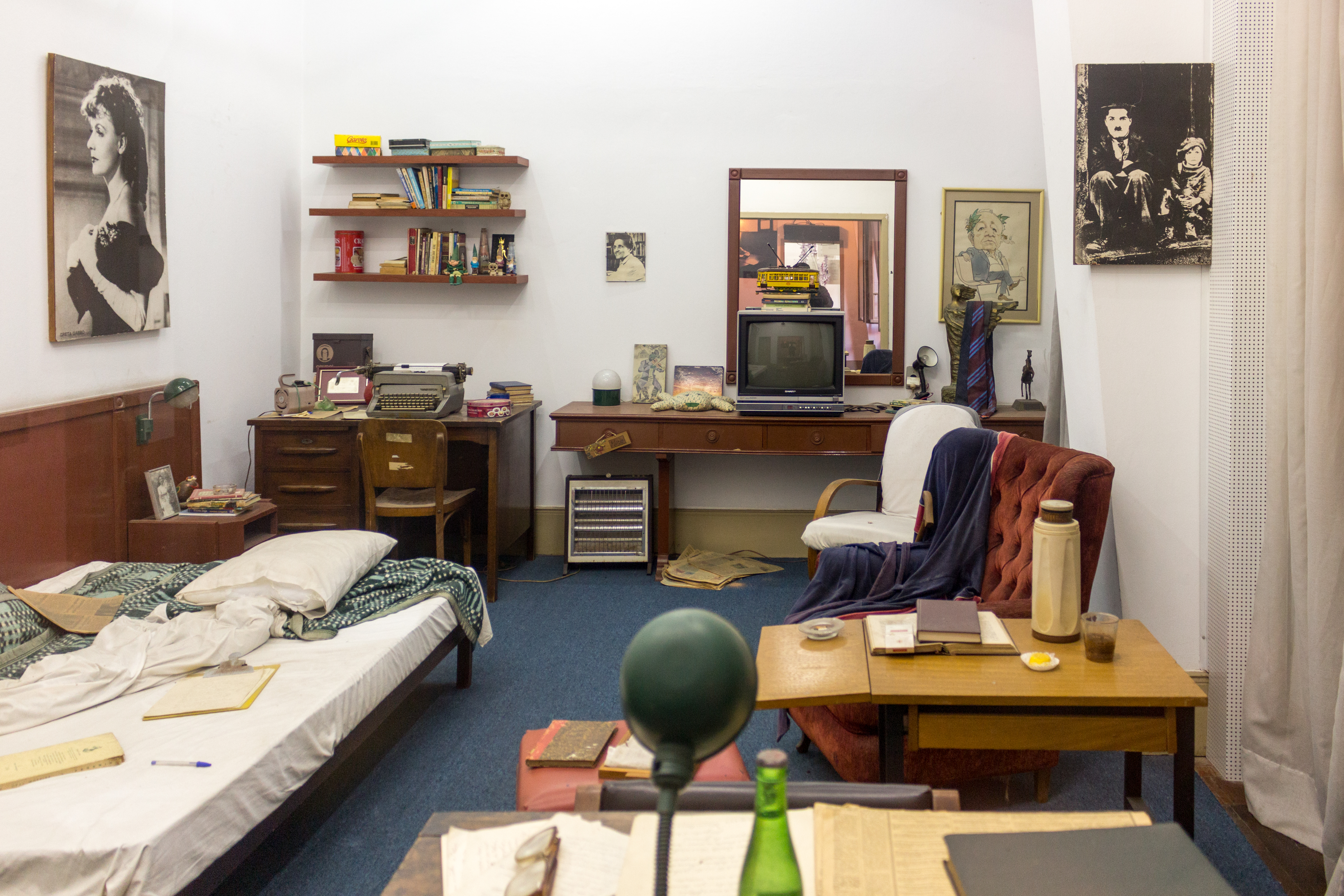
Reconstrução do quarto de Mario Quintana, por Elena Quintana
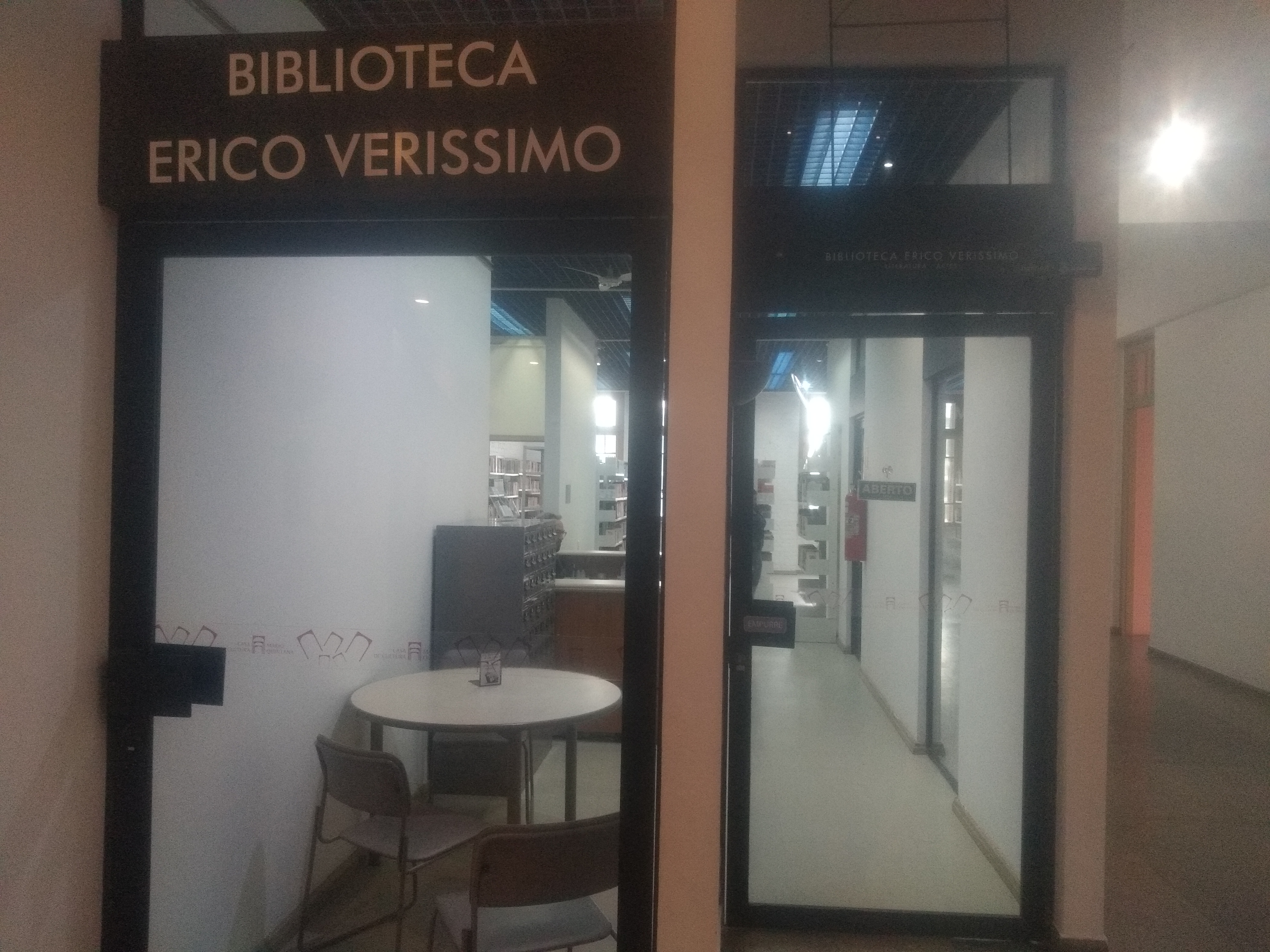
Biblioteca Érico Veríssimo